# Коришћење земљишта у Кини
Коришћење земљишта у Кини доживљава масовне промене и изазива утицаје на животну средину услед периода економског раста без преседана, који је уздигао Кину из једне од најсиромашнијих земаља света пре 30 година у другу по величини економију на свету данас. На основу трендова у економском развоју, порасту становништва и коришћењу земљишта, кинески природни пејзаж ће у будућности имати значајне и све веће притиске.

## Урбанизација
Кина има четири пута више становника од САД, на приближно истом подручју. Са 1,3 милијарде становника, 20% светске популације живи у Кини. Иако стопа раста становништва деценијама опада, укупан број становника расте и очекује се да ће тако бити до 2030. Кинеско урбано становништво брзо расте; између 1950. и 2009. проценат становништва које живи у урбаним срединама учетворостручио се са 14% на 48%. У међувремену, рурално становништво опада. Шуме и обрадиве површине источне Кине подржавају много више људи и већих градова него ливаде, пустиње и високопланинске регије на западу.

## Обрађена земља
Главни део обрађиване земље у Кини лежи у источној Кини. Обрађује се готово сво обрадиво земљиште, укупно 122 милиона хектара или 13% земље. Да би осигурала адекватну производњу хране, влада је утврдила минимални праг или „црвену линију“ од 120 милиона хектара обрађеног земљишта. Кинески закон такође захтева замену један-на-један (у количини и квалитету пољопривредног земљишта које се претвара у друге намене). Ове политике, у комбинацији са развојним и другим притисцима коришћења земљишта, мењају локацију пољопривредног земљишта. Нека обрађена земљишта се стварају из других намена као што су шумарство, травњаци и мочваре, док се постојећа обрађена земљишта претварају у друге намене, попут изграђених површина, шума и травњака.

## Испаша стоке
Испаша стоке се јавља у целој Кини и вероватно је најчешћа употреба травнатих површина. Кина је највећи светски произвођач оваца и коза и четврти највећи произвођач стоке. Испаша стоке главни је узрок деградације травњака у Кини. Влада је покренула низ програма за борбу против дезертификације, која је успорена на 3.000 км² годишње.

## Коришћење шума
Од касних 1950-их, кинеске шуме су доживеле неколико периода значајне сече шума, што је допринело повезаним еколошким катастрофама попут поплаве реке Јангце 1998. године. Као одговор на то, Централна влада је покушала да обнови шумски покривач улажући више од 1 билион женминбија у шест програма очувања шума. Ови програми комбинују напоре пошумљавања (првенствено на северу Кине) и забране или ограничења у сечи дрвета ради обнављања шумског покривача. Шумски покривач је био 20% 2008. године; централна влада жели да постигне 23% шумског покривача до 2020. и 26% до 2050. 

## Рударство и енергетски развој
Кина има један од највећих рударских сектора на свету и највећи је светски произвођач енергије. Производња енергије је у порасту, што ће утицати на биодиверзитет док Кина гради више рудника, нафтних и гасних бунара, брана и хидроелектрана, ветропаркова, цевовода и друге инфраструктуре. Нарочито ће западна и централна Кина доживети све већи развој енергије, јер имају многа неискоришћена и мање искоришћена нафтна и гасна поља, резерве угља и подручја са највећим потенцијалом за производњу енергије ветра и сунца.

## Превоз
Кина проширује своје путне и железничке мреже, улажући 5 билиона женминбија за изградњу 40.000 км пруга до 2020.  Велика већина планираног и постојећег транзита налази се у источној Кини. Секундарна изградња путева више је наглашена у западној Кини. Железничка мрежа шири се широм земље да би повезала већину градова са најмање 200.000 становника.